# ۵۱۲ سن کلر
۵۱۲ سنت کلر (انگلیسی: 512 St. Clair) یک مسیر تراموا شرق به غرب سیستم تراموای تورنتو در تورنتو، انتاریو، کانادا، که توسط کمیسیون حمل و نقل تورنتو (TTC) اداره می‌شود. این مسیر در خیابان سنت کلر بین ایستگاه سنت کلر خط یک یانگ–یونیورسیتی مترو و جاده گوننس، درست در غرب خیابان کیل فعالیت می‌کند.